# Amsterdamseweg (Arnhem)
De Amsterdamseweg is een doorgaande weg in Arnhem, die van het Willemsplein bij station Arnhem Centraal leidt naar Ede.
De Amsterdamseweg vormt het Arnhemse deel van de Provinciale weg 224 (Zeist - Ede - Arnhem).
De weg loopt langs het Sportcentrum Papendal naar de afslag Oosterbeek van de A12, over de snelweg heen loopt de N224 verder door de gemeente Ede als Verlengde Arnhemseweg. In 2016 begon de Giro d'Italia in Gelderland. In de 3e etappe van de Giro reed het peloton over de Amsterdamseweg naar het Willemsplein.

## Zie ook

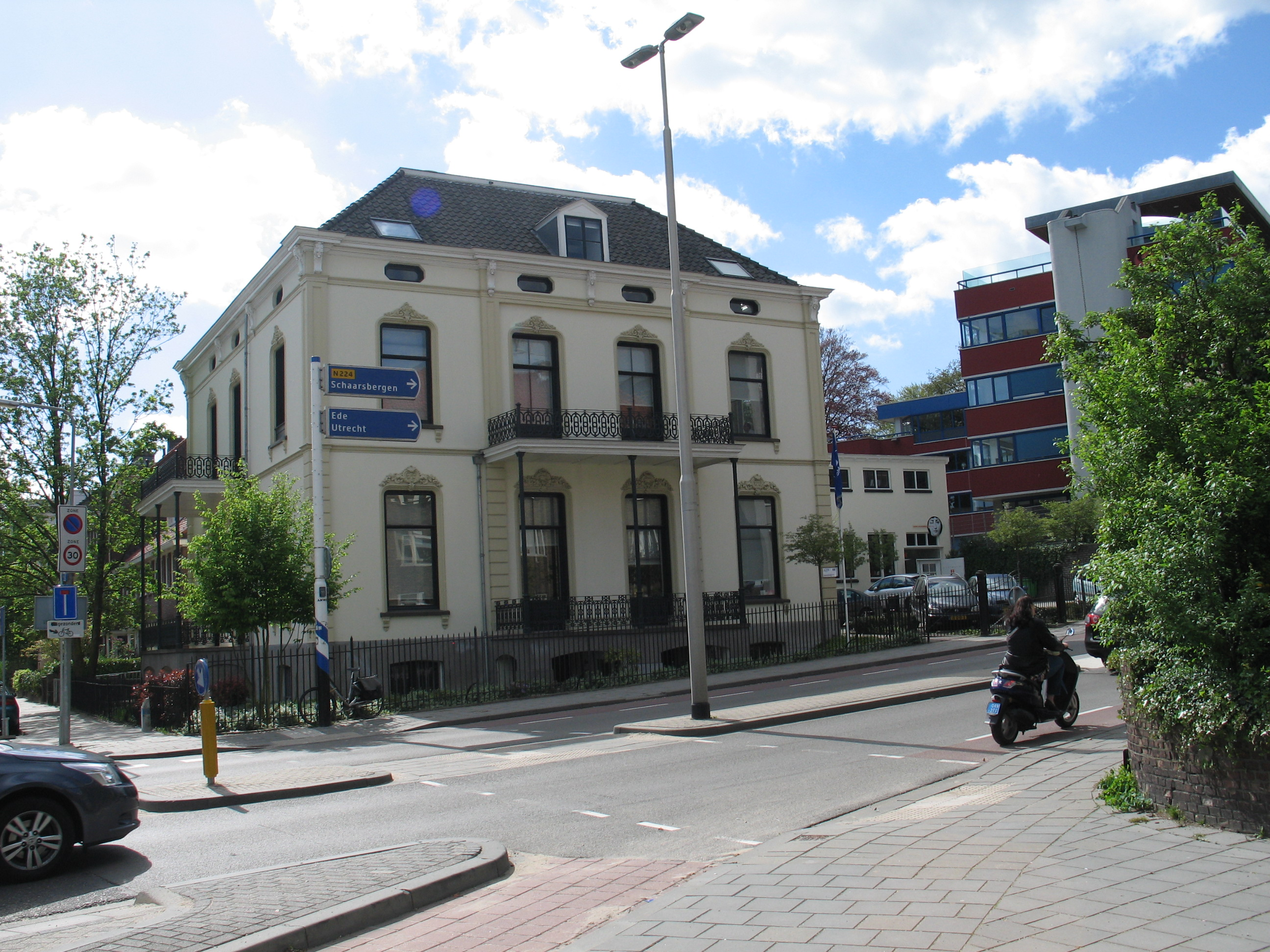
Villa, Amsterdamseweg 15
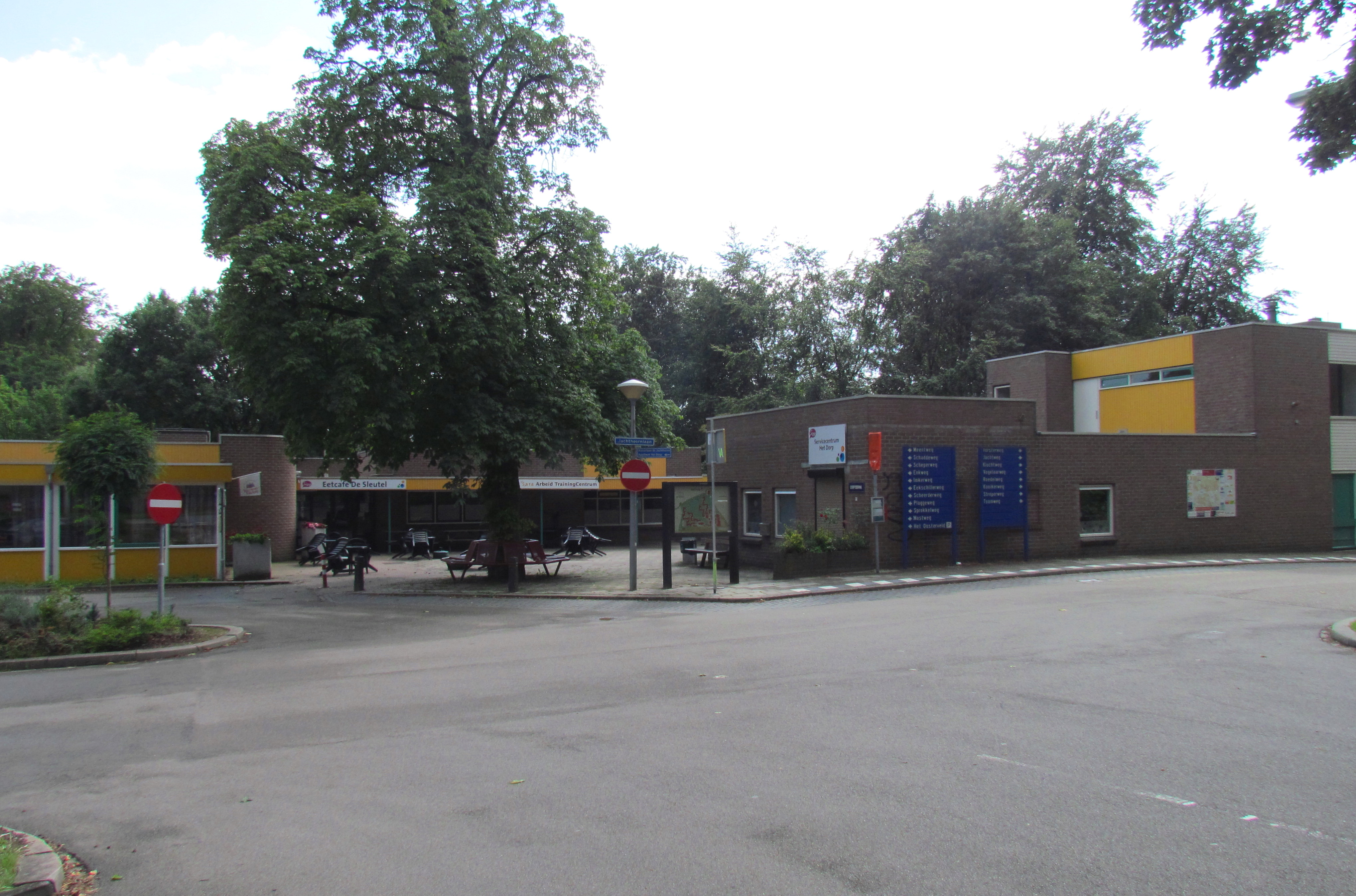
Toegang Het Dorp
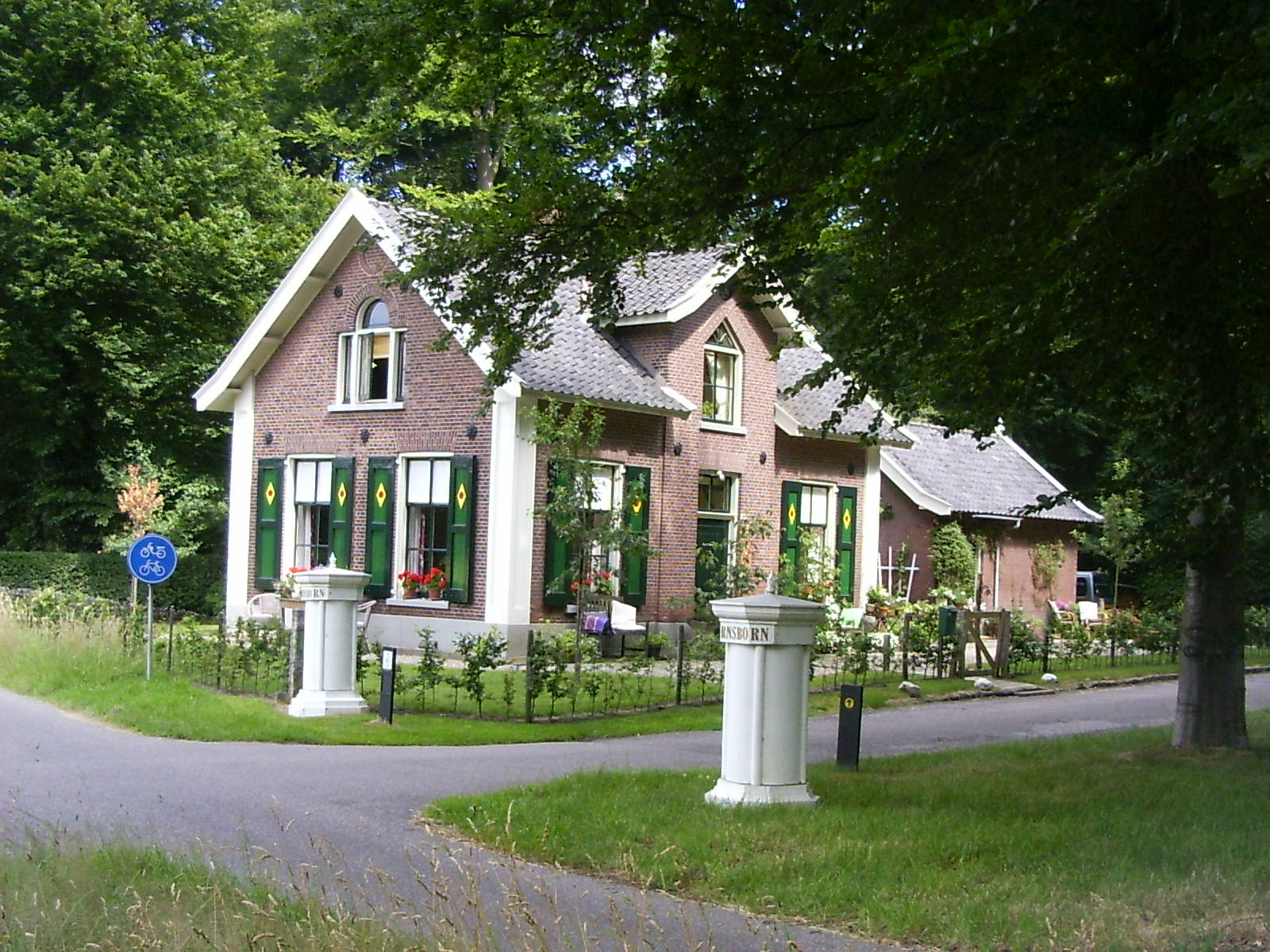
Toegang landgoed Warnsborn